# Frans van Saksen-Coburg-Saalfeld
Frans Frederik Anton (Coburg, 15 juli 1750 — aldaar, 9 december 1806), was de hertog van Saksen-Coburg-Saalfeld van 1800 tot 1806. Hij was de vader van de eerste Belgische koning Leopold I en grootvader van de Britse koningin Victoria en haar gemaal Albert.

## Biografie

### Jeugd
Frans Frederik Anton werd geboren als oudste zoon van hertog Ernst Frederik van Saksen-Coburg-Saalfeld en Sofie Antoinette van Brunswijk-Wolfenbüttel, dochter van Ferdinand Albrecht II van Brunswijk-Wolfenbüttel. Hij werd in beslotenheid opgevoed en ontving een uitstekende opleiding.

### Huwelijk
Op 6 maart 1776 huwde Frans met Ernestina Frederica Sophia van Saksen-Hildburghausen, dochter van hertog Ernst Frederik III van Saksen-Hildburghausen. Zij stierf echter nog datzelfde jaar. Hij hertrouwde op 13 juni van het jaar daarop met gravin Augusta van Reuss-Ebersdorf en Lobenstein. Het paar kreeg negen kinderen. Frans' uitgekiende huwelijkspolitiek deed zijn geslacht (later bekend als Saksen-Coburg en Gotha) een hoge vlucht nemen.
- Sophie (1778-1835), gehuwd met graaf Emanuel von Mensdorff-Pouilly;
- Antoinette (1779-1824), gehuwd met Alexander Frederik van Württemberg, de jongere broer van koning Frederik I van Württemberg;
- Juliana (1781-1860), gehuwd met grootvorst Constantijn Pavlovitsj, de broer van de Russische tsaar Alexander I; Ze werd als Anna Fjodorovna een van de bekendste en meest legendarische vrouwen van haar tijd;
- Ernst (1784-1844), hertog van Saksen-Coburg-Saalfeld, later van Saksen-Coburg en Gotha; Hij was de vader van de Britse prins-gemaal Albert, de echtgenoot van diens nicht Victoria;
- Ferdinand (1785-1851), vader van de Portugese koning Ferdinand, door zijn huwelijk met koningin Maria II van Portugal;
- Victoire (1786-1861), huwde met de graaf van Leiningen-Dagsburg-Hartenburg Emich Karel van Leiningen en na zijn overlijden met de Britse prins Eduard August van Kent; ze was de moeder van koningin Victoria van het Verenigd Koninkrijk;
- Marianne Charlotte (1788-1794);
- Leopold (1790-1865), de eerste koning der Belgen;
- Frans Maximiliaan Lodewijk (1792-1793)

### Regeerperiode
Toen Frans de hertogelijke troon in 1800 besteeg, werd hij geconfronteerd met de enorme schuld van 1.261.441 gulden die zijn vader had nagelaten. Hij benoemde de Pruis Theodor von Kretschmann tot premier. Deze hervormde het bestuur en richtte een staatsbank op, maar bracht het land door zijn weinig competente beleid in nog grotere financiële problemen. Onvrede over het wanbeleid en de oorlog van 1805-1806 leidden in dat jaar tot een volksopstand, die echter door Saksische troepen werd onderdrukt. De hertog stierf op 9 december 1806 en werd opgevolgd door zijn oudste zoon Ernst, die in 1826 de eerste hertog van Saksen-Coburg en Gotha zou worden.

### Kunstliefhebber
Frans was een grote kunstkenner en -liefhebber en gold als de grootste verzamelaar van boeken en prenten van zijn geslacht. In 1775 legde hij de grondslag voor een verzameling van 300.000 kopergravures, die heden ten dage nog in Coburg te bezichtigen. Hij voorzag ook de slotbibliotheek van een omvangrijke verzameling boeken. In 1805 kocht hij het Slot Rosenau als zomerresidentie voor zijn familie.

## Voorouders
| Voorouders van Frans van Saksen-Coburg-Saalfeld | Voorouders van Frans van Saksen-Coburg-Saalfeld                                                                      | Voorouders van Frans van Saksen-Coburg-Saalfeld                                                                      | Voorouders van Frans van Saksen-Coburg-Saalfeld                                                                      | Voorouders van Frans van Saksen-Coburg-Saalfeld                                                                      | Voorouders van Frans van Saksen-Coburg-Saalfeld                                                                              | Voorouders van Frans van Saksen-Coburg-Saalfeld                                                                              | Voorouders van Frans van Saksen-Coburg-Saalfeld                                                                              | Voorouders van Frans van Saksen-Coburg-Saalfeld                                                                              |
| ----------------------------------------------- | --- | --- | --- | --- | --- | --- | --- | --- |
| Overgrootouders                                 | Johan Ernst van Saksen-Saalfeld (1658–1729) ∞ 1690 Charlotte Johanna van Waldeck-Wildungen (1664–1699)               | Johan Ernst van Saksen-Saalfeld (1658–1729) ∞ 1690 Charlotte Johanna van Waldeck-Wildungen (1664–1699)               | Lodewijk Frederik I van Schwarzburg-Rudolstadt (1667–1718) ∞ 1691 Anna Sophia van Saksen-Gotha (1670–1728)           | Lodewijk Frederik I van Schwarzburg-Rudolstadt (1667–1718) ∞ 1691 Anna Sophia van Saksen-Gotha (1670–1728)           | Ferdinand Albrecht I van Brunswijk-Bevern (1636-1687) ∞ Christina van Hessen-Eschwege (1648-1702)                            | Ferdinand Albrecht I van Brunswijk-Bevern (1636-1687) ∞ Christina van Hessen-Eschwege (1648-1702)                            | Lodewijk Rudolf van Brunswijk-Wolfenbüttel (1671-1735) ∞ 1690 Christina Louise Oettingen (–)                                 | Lodewijk Rudolf van Brunswijk-Wolfenbüttel (1671-1735) ∞ 1690 Christina Louise Oettingen (–)                                 |
| Grootouders                                     | Frans Jozias van Saksen-Coburg-Saalfeld (1697–1764) ∞ 1723 Anna Sophia van Schwarzburg-Rudolstadt (1700–1780)        | Frans Jozias van Saksen-Coburg-Saalfeld (1697–1764) ∞ 1723 Anna Sophia van Schwarzburg-Rudolstadt (1700–1780)        | Frans Jozias van Saksen-Coburg-Saalfeld (1697–1764) ∞ 1723 Anna Sophia van Schwarzburg-Rudolstadt (1700–1780)        | Frans Jozias van Saksen-Coburg-Saalfeld (1697–1764) ∞ 1723 Anna Sophia van Schwarzburg-Rudolstadt (1700–1780)        | Ferdinand Albrecht II van Brunswijk-Wolfenbüttel (1680–1735) ∞ 1712 Antoinette Amalia van Brunswijk-Wolfenbüttel (1696–1762) | Ferdinand Albrecht II van Brunswijk-Wolfenbüttel (1680–1735) ∞ 1712 Antoinette Amalia van Brunswijk-Wolfenbüttel (1696–1762) | Ferdinand Albrecht II van Brunswijk-Wolfenbüttel (1680–1735) ∞ 1712 Antoinette Amalia van Brunswijk-Wolfenbüttel (1696–1762) | Ferdinand Albrecht II van Brunswijk-Wolfenbüttel (1680–1735) ∞ 1712 Antoinette Amalia van Brunswijk-Wolfenbüttel (1696–1762) |
| Ouders                                          | Ernst Frederik van Saksen-Coburg-Saalfeld (1724-1800) ∞ 1749 Sofie Antoinette van Brunswijk-Wolfenbüttel (1724-1802) | Ernst Frederik van Saksen-Coburg-Saalfeld (1724-1800) ∞ 1749 Sofie Antoinette van Brunswijk-Wolfenbüttel (1724-1802) | Ernst Frederik van Saksen-Coburg-Saalfeld (1724-1800) ∞ 1749 Sofie Antoinette van Brunswijk-Wolfenbüttel (1724-1802) | Ernst Frederik van Saksen-Coburg-Saalfeld (1724-1800) ∞ 1749 Sofie Antoinette van Brunswijk-Wolfenbüttel (1724-1802) | Ernst Frederik van Saksen-Coburg-Saalfeld (1724-1800) ∞ 1749 Sofie Antoinette van Brunswijk-Wolfenbüttel (1724-1802)         | Ernst Frederik van Saksen-Coburg-Saalfeld (1724-1800) ∞ 1749 Sofie Antoinette van Brunswijk-Wolfenbüttel (1724-1802)         | Ernst Frederik van Saksen-Coburg-Saalfeld (1724-1800) ∞ 1749 Sofie Antoinette van Brunswijk-Wolfenbüttel (1724-1802)         | Ernst Frederik van Saksen-Coburg-Saalfeld (1724-1800) ∞ 1749 Sofie Antoinette van Brunswijk-Wolfenbüttel (1724-1802)         |
| Frans van Saksen-Coburg-Saalfeld (1750-1806)    | | | | | | | | |